# Oswald Gomis

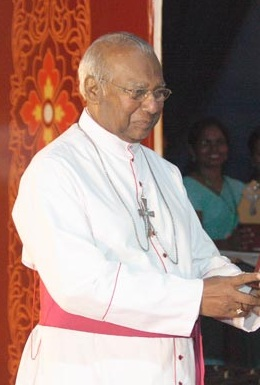
Erzbischof Oswald Gomis

Oswald Thomas Colman Gomis (singhalesisch ඔස්වල්ඩ් ගොමිස් Osvalḍ Gomis; * 12. Dezember 1932 in Kelaniya; † 3. Februar 2023 in Colombo) war ein sri-lankischer Geistlicher und römisch-katholischer Erzbischof von Colombo.

## Leben
Oswald Gomis besuchte das St. Benedict’s College in Colombo, die St. Paul’s School in Waragoda bei Peliyagoda und das St. Joseph’s College in Colombo. Nach seinem Schulabschluss trat er 1950 ins Nationalen Priesterseminar in Kandy ein und studierte Philosophie und Theologie. Anschließend absolvierte er an der Adamson University auf den Philippinen ein Masterstudium in Erziehungswissenschaften. Am 3. Februar 1958 empfing er in der St. Lucia's Cathedral in Kotahena die Priesterweihe durch den Erzbischof von Colombo, Thomas Cooray.
Papst Paul VI. ernannte ihn am 19. April 1968 zum Titularbischof von Mulia und zum Weihbischof im Erzbistum Colombo. Thomas Kardinal Cooray spendete ihm am 17. Juli desselben Jahres in der Kathedrale von Colombo die Bischofsweihe. Mitkonsekratoren waren der Bischof von Galle, Anthony de Saram, und Jacob Bastiampillai Deogupillai, Weihbischof in Trincomalee-Batticaloa. Als Wahlspruch wählte er „All for Love“.
Am 2. November 1995 ernannte ihn Papst Johannes Paul II. zum Bischof von Anuradhapura. Am 6. Juli 2002 folgte die Ernennung zum Erzbischof von Colombo. 
Gomis war in der katholischen Publizistik seines Landes tätig, unter anderem Direktor der Colombo Catholic Press und Herausgeber und Mitglied des Verwaltungsrates von Radio Veritas auf den Philippinen. Er schrieb für alle Tages- und Wochenendzeitungen in singhalesischer und englischer Sprache und veröffentlichte eine Vielzahl von Büchern. Er war Mitglied, Generalsekretär und Präsident verschiedener nationaler und internationaler Organisationen, Gremien und Kommissionen, sowohl religiöser als auch ziviler Art. Von 1977 bis 2001 war er Mitglied des Verwaltungsrats der Universität Colombo und von 2002 bis 2021 deren Kanzler. Er initiierte zahlreiche erzieherische und soziale kirchliche Initiativen und gründete 15 Schulen.
Von 1998 bis 2004 war Gomis Vorsitzender der Katholischen Bischofskonferenz von Sri Lanka und von 2001 bis 2005 Präsident der Föderation der Bischofskonferenzen in Asien (FABC - Federation of Asian Bishop’s Conferences), deren Generalsekretär er zuvor war. Er war Mitglied der Päpstlichen Kommission für die nicht-christlichen Religionen.
Von einer der ältesten Universitäten Chinas, der Katholischen Fu-Jen-Universität, wurde er mit der Ehrendoktorwürde ausgezeichnet in Anerkennung seiner Verdienste im Bereich der sozialen Kommunikation und der Bildung in Asien.
Am 16. Juni 2009 nahm Papst Benedikt XVI. sein aus Altersgründen hervorgebrachtes Rücktrittsgesuch an und ernannte den bisherigen Sekretär der Kongregation für den Gottesdienst und die Sakramentenordnung, Erzbischof Albert Malcolm Ranjith, zu seinem Nachfolger. Gomis starb am 3. Februar 2023 im Alter von 90 Jahren in einem Krankenhaus in Colombo.

## Schriften
- Mahopadeshaya (Familienkatechismus)
- Lama Bibalaya (Bibelgeschichten für Kinder)
- Sinhalaye Kithunu Urumaya (Christian contribution in Sri Lanka)
- Santhana Siritha (Leben der heiligen Anna)
- Yovun Bibalaya (Jugendbibel)
- Devidhano Daruwan Amathannaha (Kinderbibel)
- Maga Hondata Thibenam (eine Antwort auf christlichen Fundamentalismus)
- Jesu Samidun Bharathaye (Jesus in Indien – eine Antwort)